# Писба
Писба (исп. Pisba) — небольшой город и муниципалитет в центральной части Колумбии, на территории департамента Бояка. Входит в состав провинции Ла-Либертад.

## История
Поселение, из которого позднее вырос город, было основано в 1629 году. Муниципалитет Писба был выделен в отдельную административную единицу в 1913 году.

## Географическое положение
Город расположен в восточной части департамента, в гористой местности Восточной Кордильеры, к востоку от реки Паеро, на расстоянии приблизительно 95 километров к востоку-северо-востоку (ENE), от города Тунха, административного центра департамента. Абсолютная высота — 1461 метр над уровнем моря.
Муниципалитет Писба граничит на северо-западе с территорией муниципалитета Сокота, на западе — с муниципалитетом Монгуа, на юго-западе — с муниципалитетом Лабрансагранде, на юге — с муниципалитетом Пая, на северо-востоке — с территорией департамента Касанаре. Площадь муниципалитета составляет 469,12 км².

## Население
По данным Национального административного департамента статистики Колумбии, совокупная численность населения города и муниципалитета в 2015 году составляла 1344 человека.
Динамика численности населения муниципалитета по годам:
| 2005 | 2006 | 2007 | 2008 | 2009 | 2010 | 2011 | 2012 | 2013 | 2014 | 2015 |
| ---- | ---- | ---- | ---- | ---- | ---- | ---- | ---- | ---- | ---- | ---- |
| 1533 | 1510 | 1493 | 1473 | 1455 | 1432 | 1419 | 1395 | 1384 | 1364 | 1344 |

Согласно данным переписи 2005 года мужчины составляли 52 % от населения Писбы, женщины — соответственно 48 %. В расовом отношении белые и метисы составляли 99,9 % от населения города; негры, мулаты и райсальцы — 0,1 %.
Уровень грамотности среди всего населения составлял 84,2 %.

## Экономика
Основу экономики Писбы составляют сельское хозяйство и лесозаготовка.

66,7 % от общего числа городских и муниципальных предприятий составляют предприятия сферы обслуживания, 20 % — предприятия торговой сферы, 6,7 % — промышленные предприятия, 6,6 %— предприятия иных отраслей экономики.